# Chrysanthemum marginatum
Chrysanthemum marginatum là một loài thực vật có hoa trong họ Cúc. Loài này được (Miq.) N.E.Br. mô tả khoa học đầu tiên năm 1888.